# Great Bear Lake
Great Bear Lake er en sø i Canada med et areal på 31.070 kvadratkilometer og en maksimal dybde på 137 meter. Det er den tredjestørste sø i Nordamerika og verdens ottendestørste sø.
- Wikimedia Commons har flere filer relateret til Great Bear Lake

66°N 121°V / 66°N 121°V